# Essex (Maryland)
Essex és una concentració de població designada pel cens dels Estats Units a l'estat de Maryland. Segons el cens del 2000 tenia 39.078 habitants.

## Demografia
Segons el cens del 2000, Essex tenia 39.078 habitants, 15.952 habitatges, i 10.336 famílies. La densitat de població era de 1.584,9 habitants/km².
Dels 15.952 habitatges en un 31,8% hi vivien nens de menys de 18 anys, en un 40,8% hi vivien parelles casades, en un 18,2% dones solteres, i en un 35,2% no eren unitats familiars. En el 29,3% dels habitatges hi vivien persones soles el 10,4% de les quals corresponia a persones de 65 anys o més que vivien soles. El nombre mitjà de persones vivint en cada habitatge era de 2,45 i el nombre mitjà de persones que vivien en cada família era de 3.
Per edats la població es repartia de la següent manera: un 26,1% tenia menys de 18 anys, un 8,9% entre 18 i 24, un 30,5% entre 25 i 44, un 21,7% de 45 a 60 i un 12,8% 65 anys o més.
L'edat mediana era de 36 anys. Per cada 100 dones de 18 o més anys hi havia 88,3 homes.
La renda mediana per habitatge era de 34.978 $ i la renda mediana per família de 42.177 $. Els homes tenien una renda mediana de 34.105 $ mentre que les dones 26.215 $. La renda per capita de la població era de 17.550 $. Entorn del 10% de les famílies i el 12,2% de la població estaven per davall del llindar de pobresa.

## Poblacions més properes
El següent diagrama mostra les poblacions més properes.